# Universitat del Witwatersrand

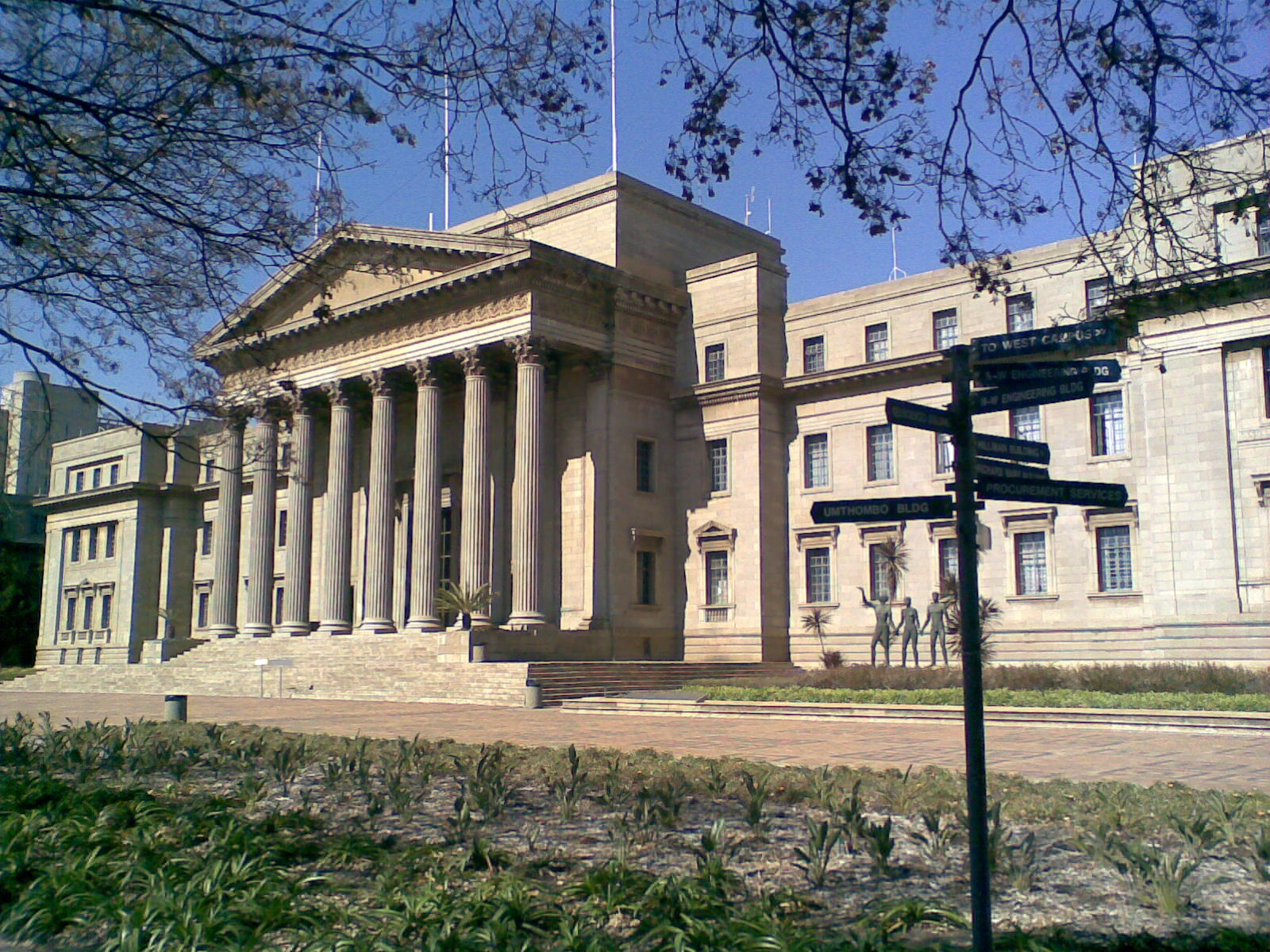
El Great Hall, del campus Est.

La Universitat del Witwatersrand (en anglès: University of the Witwatersrand, Johannesburg) és una universitat de Sud-àfrica que té diversos campus. És una universitat pública de recerca universitària està situada a Johannesburg. De forma comuna es coneix com la Wit University. Aquesta universitat té les seves arrels en la indústria minera de Johannesburg i de Witwatersrand en general. Va ser fundada l'any 1896 com la South African School of Mines a Kimberley, i el 1922 amb el nom actual. És la tercera universitat més antiga de Sud-àfrica després de la University of Cape Town (fundada el 1829), i la Stellenbosch University (fundada el 1866).
L'any 1959, la llei Extension of University Education Act va restringir l'accés dels estudiants negres durant gran part del període de l'apartheid; malgrat això líders notables negres s'hi van graduar.
L'any 2013 aquesta universitat tenia 30.383 estudiants.

## Premis Nobel
- Aaron Klug, 1982 de Química
- Nadine Gordimer, 1991 de Literatura
- Nelson Mandela, que hi assistí però no s'hi va graduar, Premi Nobel de la Pau, 1993
- Sydney Brenner, 2002 de fisiologia i medicina